# Тријер
Тријер (фр. Truyère) је река у Француској. Дуга је 167 km. Улива се у Лот. 